# Frank Schaffer

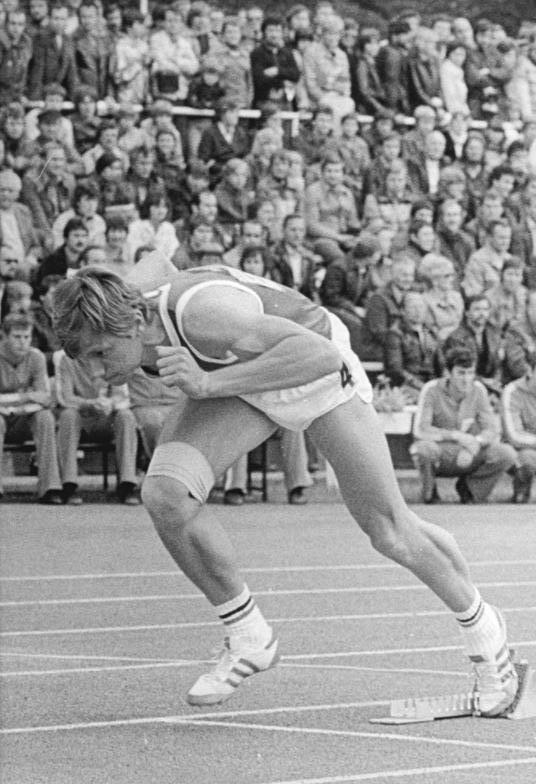
Frank Schaffer wird DDR-Meister 1980

Frank Schaffer (* 23. Oktober 1958 in Stalinstadt) ist ein ehemaliger deutscher Leichtathlet und Olympiamedaillengewinner.
Schaffer war im 400-Meter-Lauf erfolgreich und gewann bei den Olympischen Spielen 1980 in Moskau zwei Medaillen für die DDR: Im Einzelrennen gewann er die Bronzemedaille (44,87 s), und im 4-mal-400-Meter-Staffellauf gewann er mit der DDR-Mannschaft die Silbermedaille (3:03,4 min, zusammen mit Klaus Thiele, Andreas Knebel und Volker Beck).
Er startete auch bei den Europameisterschaften 1978 im 400-Meter-Lauf, schied jedoch im Vorlauf aus.
Er gehörte dem ASK Vorwärts Potsdam an und trainierte bei Wolfgang Gerhold. In seiner aktiven Zeit war er 1,88 m groß und wog 75 kg.
1984 trat Frank Schaffer vom aktiven Sport zurück. 1980 wurde er mit dem Vaterländischen Verdienstorden in Bronze ausgezeichnet.